# Viechtach

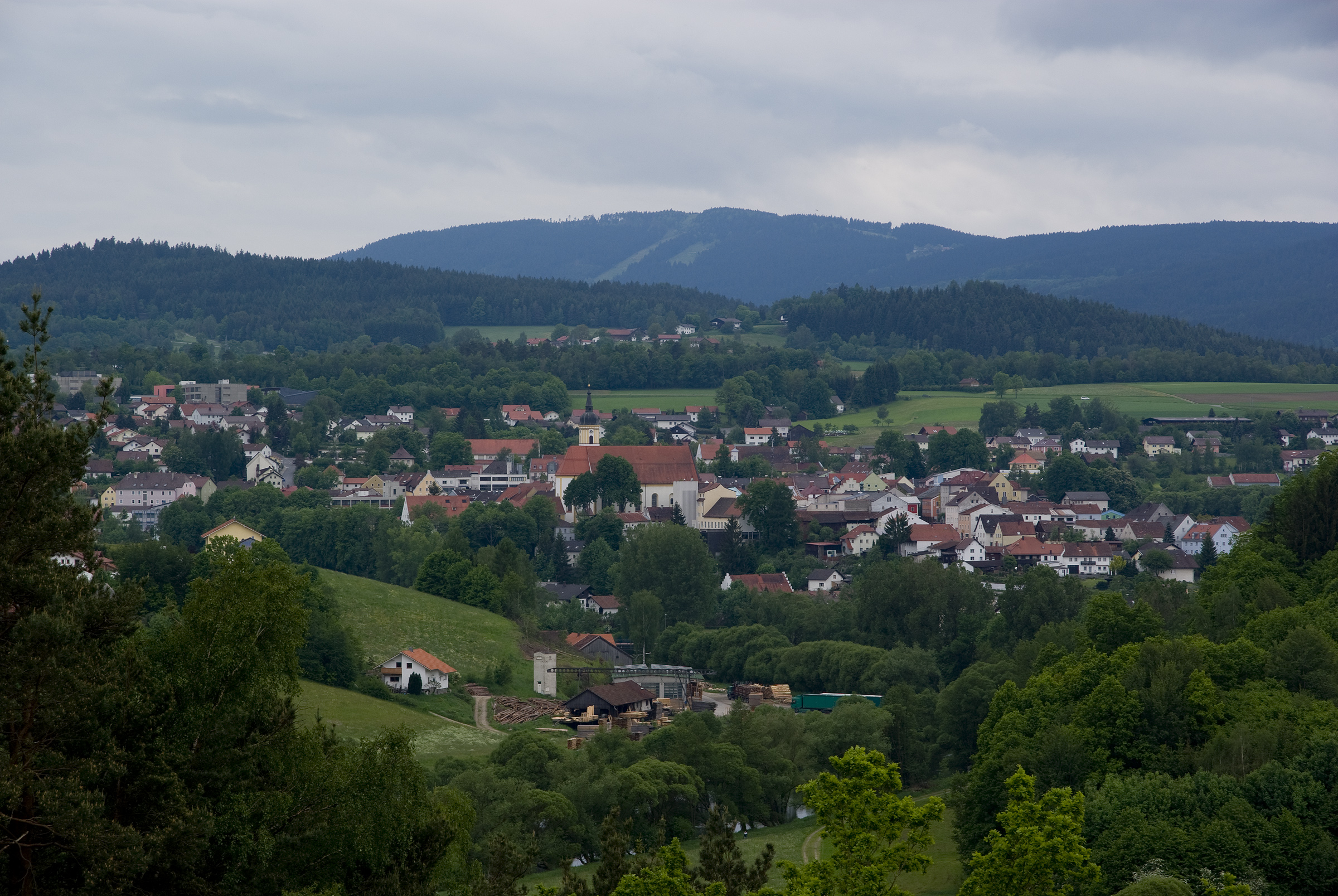
Pohled na město

Viechtach je město v bavorském okrese Regen. Český název města je Smrkov. Město se nachází přibližně 20 kilometrů západně od hranic s Českou republikou. Městem protéká řeka Schwarzer Regen (Černá Řezná).

## Historie

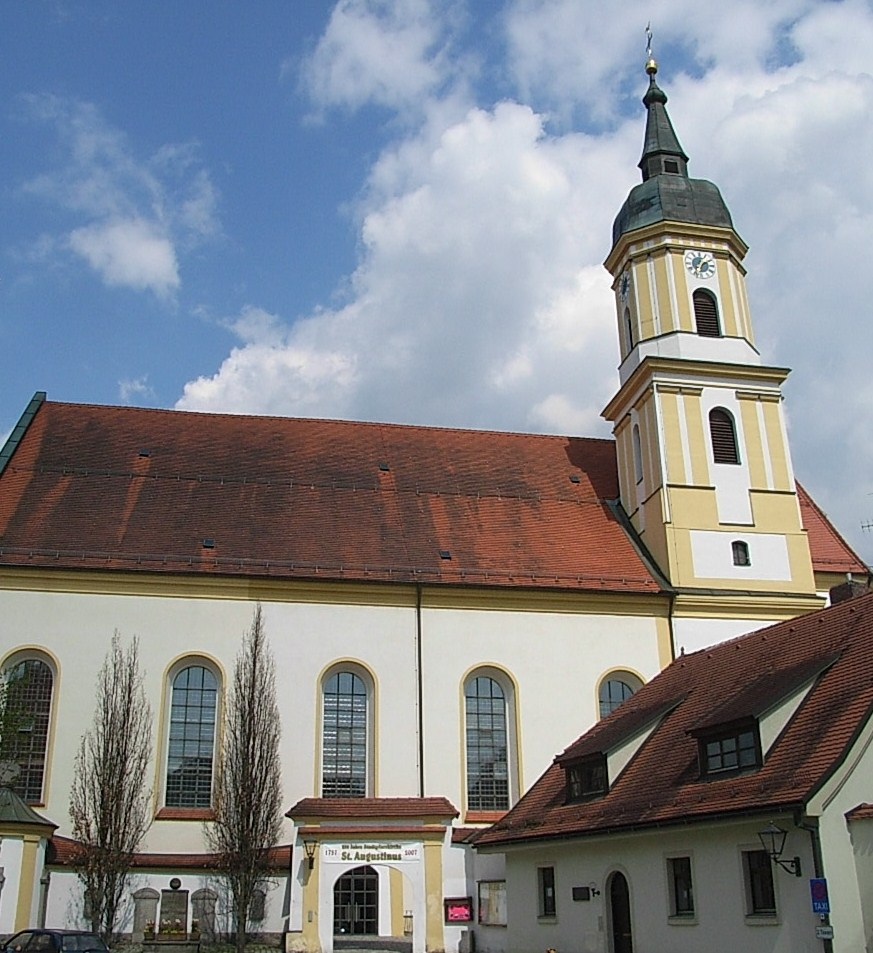
Kostel sv. Augustýna

Město je poprvé uváděno v roce 1104 jako Vidaha. Město v roce 1242 připadlo do majetků rodu Wittelsbachů. Na konci 13. století Viechtach získal tržní právo. Mezi lety 1757-1765 byl postaven rokokový kostel. V roce 1891 byla ve městě vybudována železniční trať. V roce 1953 byla obec povýšena na město.

## Znak
Znak byl udělen v roce 1437. Jedná se o zelený smrk na zlatém podkladu a smrk je silně zakořeněný. Erb v roce 2000 získal opět svojí původní podobu.

## Místní části
Město má 94 částí
| - Amesberg - Angerhäuser - Bachlern - Bärndorf - Bärnloch - Baumgarten - Blossersberg - Böhmerlhäusl - Brücklwies - Buchberg - Bühling - Dürrfeld - Eben - Ebenholz - Eging - Eichbühl - Enzleinsgrub - Fernöd - Fischaitnach - Gmeinholz - Gröllerhaus - Grossenau - Grubhof - Gscheidbühl - Gstadt - Gumbach - Haid - Harnberg - Hartbühl - Haselbach - Heinzlhof | - Heitzenzell - Hinkhof - Hohenleithen - Höllenstein - Huttersberg - Irlach - Irlseign - Kager - Kaltenbrunn - Kastlmühle - Kreuzbuche - Kreuzstiegl - Kronberg - Kronberghäng - Lammerbach - Lerchenfeld - Leuthenmühle - Lindl - Moosleuthen - Nebenweg - Neunußberg - Oberbrettersbach - Oberhöfen - Penzrain - Pfaffenzell - Pfahl - Pignet - Pirka - Plöß - Poppenzell | - Rannersdorf - Rattersberg - Rauhbühl - Reibenmühle - Reilbrunn - Reilhäng - Reilhof - Reilwies - Reiserberg - Riedmühle - Ries - Rittmannsberg - Rothenbühl - Rugenhof - Rugenmühle - Sägmühle - Schlatzendorf - Schmidweide - Schnitzhof - Schnitzmühle - Schönau - Schwalstein - Schwibleinsberg - Stein - Stockhof - Stockwiese - Unterbrettersbach - Weigelsberg - Wiesing - Wurz - Zieglhütte - Zießelsberg |

## Osobnosti
- Joseph Anton Ritter von Mussinan (1766–1837) úředník, spisovatel
- Johann Georg Dominicus von Linprun (1714–1787) bavorský učenec
- Anton Schmid (1819–1893) starosta a politik
- Josef Niedermayer (1926–2016) politik CSU
- Helma Sick (* 1941) Betriebswirtin, feministka a finanční expertka
- Peter Haimerl (* 1961) architekt
- Christina Fischer (* 1973) hráčka stolního tenisu
- Josefa Schmid (* 1974) místní politička

## Pivovar
Ve městě se vaří pivo od roku 1553. Pivo se od roku 1553 kvasí stejnou metodou. Právo vařit pivo město získalo již v roce 1548. . V pivovaru se vaří 9 druhů piva a 6 druhy nealkoholických limonád.